# Caenopithecinae
Caenopithecinae — підродина вимерлої родини приматів Adapidae, що зустрічається в Європі та Північній Африці від еоцену до олігоцену.